# Regnière-Écluse
 Regnière-Écluse  es una población y comuna francesa, en la región de Picardía, departamento de Somme, en el distrito de Abbeville y cantón de Rue.

## Demografía
| 146 | 157 | 154 | 120 | 125 | 122 |
| Para los censos de 1962 a 1999 la población legal corresponde a la población sin duplicidades (Fuente: INSEE [Consultar]) |     |     |     |     |     |